# ラクトアルデヒド
ラクトアルデヒド（lactaldehyde）は、メチルグリオキサール経路の中間体の一つである。メチルグリオキサールは、グリセロールデヒドロゲナーゼ(gldA)によってD-ラクトアルデヒドに変換される。ラクトアルデヒドはさらにアルデヒドデヒドロゲナーゼによって酸化され、乳酸となる。